# Schmalspurbahnen in der DDR (Briefmarkenserie)
Die Briefmarkenserie Schmalspurbahnen in der DDR  wurde in den Jahren 1980 bis 1984 von der Deutschen Post der DDR ausgegeben. Im Zusammendruck von jeweils zwei Marken zeigen alle Motive eine Lokomotive und nach einem Zierfeld einen Wagen der gleichen Bahnstrecke. Das Zierfeld bildet die Streckenführung ab. Alle Briefmarken wurden von Detlef Glinski entworfen.
Der Lipsia-Katalog der DDR hat teilweise eine andere Reihenfolge der Briefmarken.

## Liste der Ausgaben und Motive
Legende
- Bild: Eine bearbeitete Abbildung der genannten Marke. Das Verhältnis der Größe der Briefmarken zueinander ist in diesem Artikel annähernd maßstabsgerecht dargestellt. Sollten keine Marken abgebildet sein, liegt es daran, dass das Urheberrecht des Künstlers noch nicht erloschen ist.
- Beschreibung: Eine Kurzbeschreibung des Motivs und/oder des Ausgabegrundes. Bei ausgegebenen Serien oder Blocks werden die zusammengehörigen Beschreibungen mit einer Markierung versehen eingerückt.
- Wert: Der Frankaturwert der einzelnen Marke in Pfennig. Ein „+“ bedeutet, dass es sich um eine Zuschlagsmarke handelt (= Frankaturwert + Spende).
- Ausgabedatum: Das Datum des erstmaligen Verkaufs dieser Briefmarke.
- Auflage: Soweit bekannt, wird hier die zum Verkauf angebotene Anzahl dieser Ausgabe angegeben.
- Entwurf: Soweit bekannt, wird hier angegeben, von wem der Entwurf dieser Marke stammt.
- Mi.-Nr.: Diese Briefmarke wird im Michel-Katalog unter der entsprechenden Nummer gelistet.

| Bild | Beschreibung | Wert | Ausgabe- datum    | Auflage   | Entwurf        | Mi.-Nr. |
|      | Schmalspurbahnen in der DDR (I) Diese Marke wurde mit Mi.Nr. 2564 als Zusammendruck mit einem dazwischenliegenden Zierfeld ausgegeben: Traditionsbahn Radebeul-Ost–Radeburg (Spurweite 750 mm) - Lokomotive Nr. 132 der Königlich Sächsischen Staatseisenbahnen | 20   | 25. November 1980 | 3.500.000 | Detlef Glinski | 2562    |
|      | Diese Marke wurde mit Mi.Nr. 2565 als Zusammendruck mit einem dazwischenliegenden Zierfeld ausgegeben: Bad Doberan–Kühlungsborn (Spurweite 900 mm) - Lokomotive 99 2323                                                                                         | 20   | 25. November 1980 | 3.500.000 | Detlef Glinski | 2563    |
|      | Diese Marke wurde mit Mi.Nr. 2562 als Zusammendruck mit einem dazwischenliegenden Zierfeld ausgegeben: Traditionsbahn Radebeul-Ost–Radeburg (Spurweite 750 mm) - Personenwagen C 207K der Königlich Sächsischen Staatseisenbahnen                               | 25   | 25. November 1980 | 3.500.000 | Detlef Glinski | 2564    |
|      | Diese Marke wurde mit Mi.Nr. 2563 als Zusammendruck mit einem dazwischenliegenden Zierfeld ausgegeben: Bad Doberan–Kühlungsborn (Spurweite 900 mm) - Personenwagen                                                                                              | 35   | 25. November 1980 | 3.500.000 | Detlef Glinski | 2565    |
|      | Schmalspurbahnen in der DDR (II) Diese Marke wurde mit Mi.Nr. 2631 als Zusammendruck mit einem dazwischenliegenden Zierfeld ausgegeben: Freital–Kurort Kipsdorf (Spurweite 750 mm) - Lokomotive 99 1761                                                         | 5    | 21. Juli 1981     | 3.500.000 | Detlef Glinski | 2629    |
|      | Diese Marke wurde mit Mi.Nr. 2632 als Zusammendruck mit einem dazwischenliegenden Zierfeld ausgegeben: Putbus–Göhren (Spurweite 750 mm) - Lokomotive 99 4632 | 5    | 21. Juli 1981     | 3.500.000 | Detlef Glinski | 2630    |
|      | Diese Marke wurde mit Mi.Nr. 2629 als Zusammendruck mit einem dazwischenliegenden Zierfeld ausgegeben: Bahn Freital–Kurort Kipsdorf (Spurweite 750 mm) - Einheitsgepäckwagen KD4                                                                                | 15   | 21. Juli 1981     | 3.500.000 | Detlef Glinski | 2631    |
|      | Diese Marke wurde mit Mi.Nr. 2630 als Zusammendruck mit einem dazwischenliegenden Zierfeld ausgegeben: Bahn Putbus–Göhren (Spurweite 750 mm) - Personenwagen | 20   | 21. Juli 1981     | 3.500.000 | Detlef Glinski | 2632    |
|      | Schmalspurbahnen in der DDR (III) Diese Marke wurde mit Mi.Nr. 2793 als Zusammendruck mit einem dazwischenliegenden Zierfeld ausgegeben: Wernigerode–Nordhausen (Spurweite 1000 mm) - Lokomotive 99 5804                                                        | 15   | 17. Mai 1983      | 3.500.000 | Detlef Glinski | 2792    |
|      | Diese Marke wurde mit Mi.Nr. 2792 als Zusammendruck mit einem dazwischenliegenden Zierfeld ausgegeben: Wernigerode–Nordhausen (Spurweite 1000 mm) - Personenwagen                                                                                               | 20   | 17. Mai 1983      | 3.500.000 | Detlef Glinski | 2793    |
|      | Diese Marke wurde mit Mi.Nr. 2795 als Zusammendruck mit einem dazwischenliegenden Zierfeld ausgegeben: Zittau–Kurort Oybin/Kurort Jonsdorf (Spurweite 750 mm) - Lokomotive 99 1731                                                                              | 20   | 17. Mai 1983      | 3.500.000 | Detlef Glinski | 2794    |
|      | Diese Marke wurde mit Mi.Nr. 2794 als Zusammendruck mit einem dazwischenliegenden Zierfeld ausgegeben: Zittau–Kurort Oybin/Kurort Jonsdorf (Spurweite 750 mm) - Gedeckter Güterwagen GGw                                                                        | 50   | 17. Mai 1983      | 3.500.000 | Detlef Glinski | 2795    |
|      | Schmalspurbahnen in der DDR (IV) Diese Marke wurde mit Mi.Nr. 2867 als Zusammendruck mit einem dazwischenliegenden Zierfeld ausgegeben: Cranzahl–Kurort Oberwiesenthal (Spurweite 750 mm) - Lokomotive 99 1775                                                  | 30   | 20. März 1984     | 3.500.000 | Detlef Glinski | 2864    |
|      | Diese Marke wurde mit Mi.Nr. 2866 als Zusammendruck mit einem dazwischenliegenden Zierfeld ausgegeben: Selketalbahn (Spurweite 1000 mm) - Lokomotive 99 6001 | 40   | 20. März 1984     | 3.500.000 | Detlef Glinski | 2865    |
|      | Diese Marke wurde mit Mi.Nr. 2865 als Zusammendruck mit einem dazwischenliegenden Zierfeld ausgegeben: Selketalbahn (Spurweite 1000 mm) - Personenwagen mit Gepäckabteil                                                                                        | 60   | 20. März 1984     | 3.500.000 | Detlef Glinski | 2866    |
|      | Diese Marke wurde mit Mi.Nr. 2864 als Zusammendruck mit einem dazwischenliegenden Zierfeld ausgegeben: Cranzahl–Kurort Oberwiesenthal (Spurweite 750 mm) - Personenwagen KB4                                                                                    | 80   | 20. März 1984     | 3.500.000 | Detlef Glinski | 2867    |